# Anton von Thurn-Valsassina
Graf Anton Maria Joseph von Thurn-Valsassina (* 19. September 1723; † 25. Januar 1806 in Holleschau) war k.k. Feldzeugmeister, Ritter des Ordens vom Goldenen Vlies und Inhaber des Infanterieregiments No. 43.

## Herkunft
Er entstammt der Linie Bleiburg der Familie Thurn-Valsassina. Seine Eltern waren der Graf Johann Sigismund von Thurn-Valsassina (1687–1732) und dessen Ehefrau, Gräfin Eleonore von Oettingen-Wallerstein (1681–1740).

## Leben
Als jüngster Sohn entschied er sich für die militärische Laufbahn. Er ging jung in die kaiserliche Armee. Er wurde Rittmeister bei Kürassierregiment K 2 (Erzherzog Ferdinand) und 1759 Major. Anschließend kam er als Flügeladjutant zum Feldmarschall Graf Daun. Im Jahr 1760 kam er als Oberstleutnant zum Kürassierregiment K 9 (Kalkreuth). Kurz danach wurde der Prinz Albert von Sachsen-Teschen Regiments, Thurn wurde dort 1761 zum Oberst befördert. Mit dem Regiment nahm er am Feldzug von 1763 des Siebenjährigen Krieges teil.
Nach dem Krieg kam er nach Wien, wo er 1764 zum Geheimen Rat ernannt wurde. Er wurde dann Erzieher des kaiserlichen Prinzen Erzherzog Leopold, mit dem er lange verbunden blieb. Am 8. Mai 1765 wurde er zum Generalmajor befördert und 1766 zum Kapitän der Nobelgarde der Toscana ernannt. Am 4. März 1767 stieg er zum Feldmarschall-Lieutenant auf. Nach dem Tod seines Bruders Franz († 9. Februar 1766) wurde er Obersthofmeister des Erzherzogs. Als Leopold im Jahr 1790 zum Kaiser ernannt wurde, wurde er Obersthofmeister der Maria Ludovica. Bereits im Jahre 1773 erhielt er als Inhaber das Kürassierregiment K 9 (Kleinholt), als das Regiment aufgelöst wurde, erhielt er das Infanterie-Regiments Nr. 43. Von Kaiser Joseph II. erhielt er mit einem persönlichen Schreiben am 20. November 1782 den Orden vom Goldenen Vließ. Kaiser Franz II. beförderte ihn am 28. April 1792 zum Feldzeugmeister, ebenfalls mit einem persönlichen Schreiben. Nach dem Tod der Kaiserin am 21. Mai 1792 wurde er mit vollem Gehalt in den Ruhestand versetzt.
Er heiratete am 12. Mai 1767 Gabriele von Reischach († 1. April 1815), die Witwe seines Bruders Franz (* 13. November 1718; † 9. Februar 1766). Die Ehe blieb kinderlos.